# Epprath

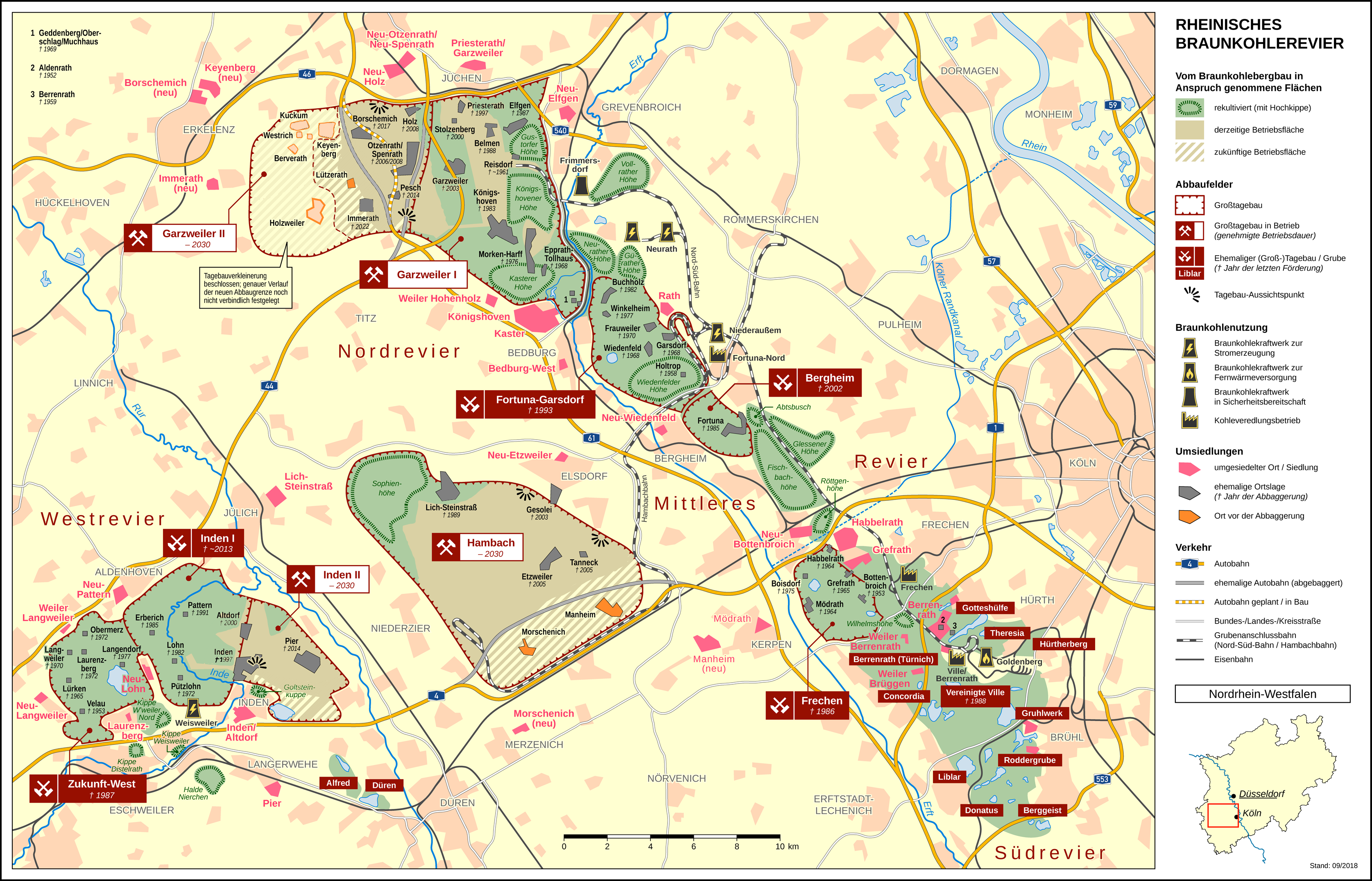
Lage des ehemaligen Ortes Epprath sowie des Umsiedlungsortes Kaster im Rheinischen Braunkohlerevier

(Neu-)Epprath ist ein Teil von Kaster, einem Stadtteil von Bedburg im Rhein-Erft-Kreis in Nordrhein-Westfalen. Der ursprüngliche Ort Epprath (heutige Bezeichnung: Alt-Epprath) musste bis 1963 aufgrund des Tagebaus Garzweiler und des Tagebaus Fortuna-Garsdorf umsiedeln.

## Lage
Neu-Epprath liegt im Süden von Alt-Kaster und im Osten von Neu Morken-Harff. Im Süden liegt die Stadt Bedburg. An die ehemalige Ortschaft erinnern im neuen Ort, ein Ortsschild aus Holz an einem Parkplatz in Nähe des Wohngebietes, die Epprather Kapelle am Sportplatz, die Epprather Straße und Darshovener Straße.
(Neu-)Epprath ist kein eigener Stadtteil, er gehört mit Neu Morken-Harff zu Kaster.

## Geschichte
Der neue Ort wurde ab 1958 für die Umsiedler aus dem alten Ort errichtet. Teilweise wurden von Rheinbraun schlüsselfertige Häuser für die Umsiedler gebaut, daher auch der einheitliche Baustil im Dorf. Für Landwirte war in Neu-Epprath kaum Platz, sie siedelten sich bei Grevenbroich und Neuss an.